# Карасёв, Альберт Сергеевич
Альберт Сергеевич Карасёв (25 мая 1942, дер. Талица, Вологодская область — 4 сентября 2003, Смоленск) — генерал-майор ВС РФ.

## Биография
Альберт Карасёв родился 25 мая 1942 года в деревне Талица Бабушкинского района Вологодской области. Окончил среднюю школу, после чего работал фрезеровщиком. В 1960 году Карасёв был призван на службу в Советскую Армию. В 1963 году он окончил Энгельсское военно-техническое училище противовоздушной обороны, в 1977 году — Военную командную академию противовоздушной обороны. Служил на командных должностях в войсках ПВО.
В 1970—1971 годах Карасёв входил в состав Группы советских военных специалистов в Египте, был награждён египетским орденом «Воинский долг» 1-й степени. С 1989 года он служил заместителя по боевой подготовке командующего 14-й армией. В 1995 году в звании генерал-майора Карасёв был уволен в запас. Проживал в Смоленске, активно занимался общественной деятельностью, в апреле 2003 года возглавил Смоленский областной комитет ветеранов войны и военной службы. Скончался 4 сентября 2003 года, похоронен на Новом кладбище Смоленска.